# Долгин, Николай Николаевич
Николай Николаевич Долгин (30 марта 1937 — 8 февраля 2011) — специалист в области гражданской обороны, внесший значительный вклад в развитие и совершенствование систем Гражданской обороны СССР и Российской Федерации, генерал-лейтенант (1987), участник ликвидации последствий аварии на Чернобыльской АЭС.

## Биография
- 1955: поступил на службу в Советскую армию
- 1958: окончил Калининградское пограничное училище КГБ СССР
- 1958—1962: командир взвода, зам. командира роты 121-го полка МПВО КВО
- 1967 год: окончил Военно-инженерную академию имени В. В. Куйбышева
- 1967—1968: начальник инженерной службы полка в МВО
- 1969—1970: офицер отдела боевой подготовки Центральной оперативной зоны гражданской обороны
- 1970—1972: офицер инженерной службы штаба Гражданской обороны РСФСР
- 1972—1973: старший офицер инженерного управления штаба Гражданской обороны СССР
- 1973—1976: старший офицер Главного оргмобуправления Генштаба ВС СССР
- 1976—1983: инструктор отдела административных органов ЦК КПСС
- 1983—1987: председатель НТК Гражданской обороны СССР
- 1987—1989: заведующий сектором отдела административных органов ЦК КПСС
- 1993—1994: ведущий научный сотрудник Научно-аналитического центра МЧС России
- 1994—1996: начальник Главного управления, заместитель начальника департамента, начальник отдела советников МЧС России
- 1996: начальник Центра стратегических исследований гражданской защиты МЧС России, с ноября — первый заместитель начальника ЦСИ ГЗ МЧС России;
- 2002: консультант Центра стратегических исследований гражданской защиты МЧС России